# Seikimatsu Darling
Seikimatsu Darling (jap. 世紀末★ダーリン, Seikimatsu Dārin) ist ein Manga der japanischen Zeichnerin Maki Naruto, der von 1994 bis 1998 in Japan erschien. Er wurde 2006 fortgesetzt und als Original Video Animation sowie Hörspiel adaptiert und ist in die Genres Boys Love und Comedy einzuordnen. 

## Inhalt
Der junge Angestellte Ogata hat sich in seinen Kollegen Takasugi verliebt. Nachdem er ihm zunächst nur langsam näher kommt und ihn besser kennen gelernt hat, kann er ihm endlich seine Liebe gestehen. Und Takasugi erwidert seine Gefühle sogar, doch sieht er ein Problem: Ihre Gefühle seien sich zu ähnlich, beide wollen den jeweils anderen verführen. Ogata holt sich daraufhin Rat bei seinem Schulfreund Yukari Shikibu, der schon lange mit seinem Partner zusammen ist. Um ihr Problem endgültig zu klären, fahren Takasugi und Ogata zusammen auf Land. Shikibu und sein Freund folgen ihnen auf Ogatas Bitte, um ihm zu helfen. Im Onsen lernen sich alle besser kennen und Ogata und Takasugi lernen auch die Schwächen des anderen und schließlich, dass sich beide auf die Liebe des anderen einlassen müssen, anstatt ihn nur verführen zu wollen.

## Veröffentlichungen
Der Manga erschien von 1994 bis 1998 im Magazin Be×Boy Comics des Verlags Seiji Biblos. Dieser brachte die Kapitel der ersten Jahre in vier Sammelbänden heraus. Eine komplette Neuauflage mit drei zusätzlichen Bänden folgte 1999 und 2000 bei Akita Shoten. Eine Fortsetzung, Shin Seikimatsu Darling (新・世紀末★ダーリン), in drei Bänden wurde zwischen 2002 und 2004 durch Jitsugyō no Nihon-sha veröffentlicht. Von 2006 bis 2012 erschien eine weitere Fortsetzung, Seikimatsu Darling 2006 bis Seikimatsu Darling 2012 in Nihon Bungeishas Magazin Karen bzw. sieben Sammelbänden.
Die Manga erschienen auch auf Chinesisch, letztere Fortsetzung auch auf Englisch. 
1996 produzierte Horannabi eine 30 Minuten lange Original Video Animation zum Manga. Das Drehbuch schrieb Shino Taira und die Musik komponierte Harukichi Yamamoto. Kazunori Iwakura war für das Charakterdesign und die Animationsregie verantwortlich. Produzent war Ken Mochizuki. In Japan wurde die OVA zuerst auf VHS, später auf DVD veröffentlicht. Der Anime erschien bei Anime House 2012 auf Deutsch und ist auf der Streaming-Plattform Clipfish verfügbar. 
In Japan erschienen von 1996 bis 2000 auch vier Musik-CDs zur Serie bei Bandai Music. 2000 und 2002 folgten bei Marine Entertainment fünf Hörspiel-CDs.

## Synchronisation
Die deutsche Synchronfassung entstand 2012 bei Sparking Entertainment unter der Regie von Timo Schouren.
| Rolle             | japanischer Sprecher (Seiyū) | deutscher Sprecher   |
| ----------------- | ---------------------------- | -------------------- |
| Yoichurō Takasugi | Kazuhiko Inoue               | Tobias Brecklinghaus |
| Kōsaku Ogata      | Yasunori Matsumoto           | Philipp Schepmann    |
| Yukari Shikibu    | Hideyuki Hori                | Uwe Thomsen          |
| Masayuki Tsutsumi | Tetsuya Iwanaga              | Markus Haase         |